# Parta z penzionu
Parta z penzionu je improvizační show televize Prima. Celý pořad spočívá na improvizaci čtyř herců při různých hrách. Stejně jako Partičku režíruje Partu z penzionu Daniel Dangl. Hudbu tvoří Marián Čurko. Každý z herců hraje jednoho až tři zaměstnance penzionu. První řada měla premiéru dne 9. května 2019 a obsahuje celkem 8 dílů.

## Účinkující
- provozní Jindra Coufal a arab šejk Mohamed v podání Michala Novotného – díly 1–8
- kuchař Aleš Přibyl a uklízečka Zuzka Kautská v podání Richarda Genzera – díly 1–8
- číšník Kamil Trka, kněz Jacek Přivinda a medvěd grizzly Miloš v podání Igora Chmely – díly 1–8
- majitel penzionu inženýr Šubrt v podání Leoše Nohy – díly 1, 3, 5, 8
- recepční Luboš Vagenhofer a stařík Láďa Šubrt v podání Michala Suchánka – díly 1–8
- Daniel Dangl – moderátor – díly 1–8
- Marián Čurko – hudba – díly 1–8

## Hosté
- přítelkyně majitele penzionu Šubrta Julinka Šubrtová v podání Lucie Šprinclové – díl 1
- svatý Kryštof a majitel cirkusu Kuba Kubikula v podání Miroslava Etzlera – díly 2, 6
- těhotná žena Jitka Sametová a slečna Diana 22 v podání Anny Polívkové – díly 4, 7
- stará paní Zdeňka Habrdová v podání Bereniky Suchánkové – díl 8